# 季霍夫陨击坑
季霍夫陨击坑（Tikhov）是火星希腊区的一座撞击坑，其中心坐标位于南纬50.7度、东经105.8度处，直径111公里（69英里），该特征取名自俄罗斯/前苏联天文学家加夫里尔·阿德里亚诺维奇·季霍夫（1875年－1960年），1973年被国际天文联合会行星系统命名工作组批准接受。
季霍夫陨击坑东南毗邻华莱士陨击坑，而西南则坐落了更大的塞奇陨击坑。

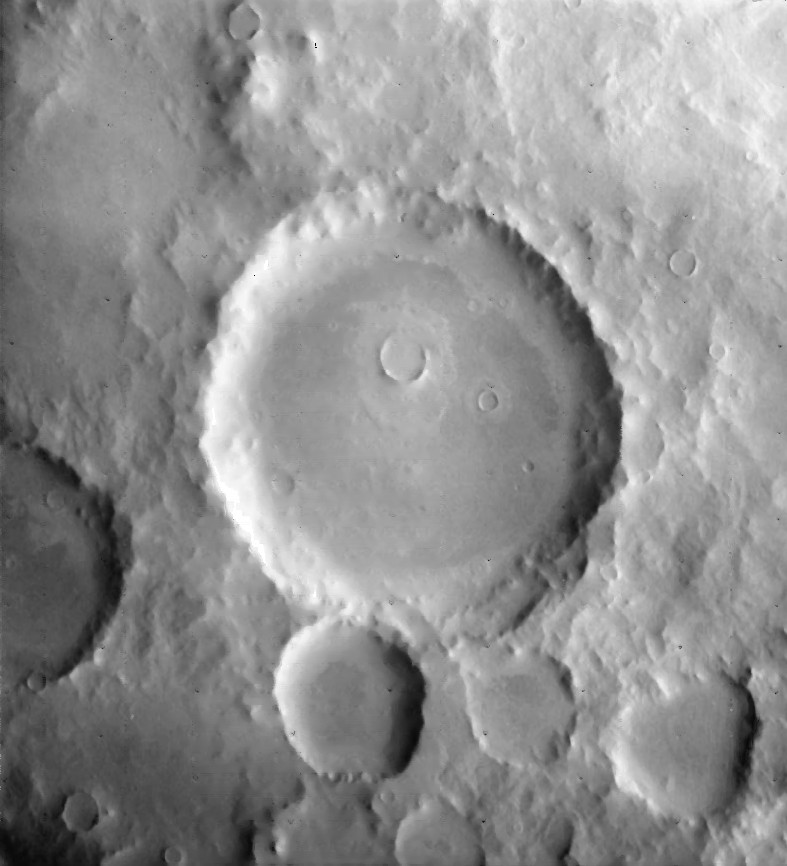
海盗1号轨道器拍摄的拼接图。
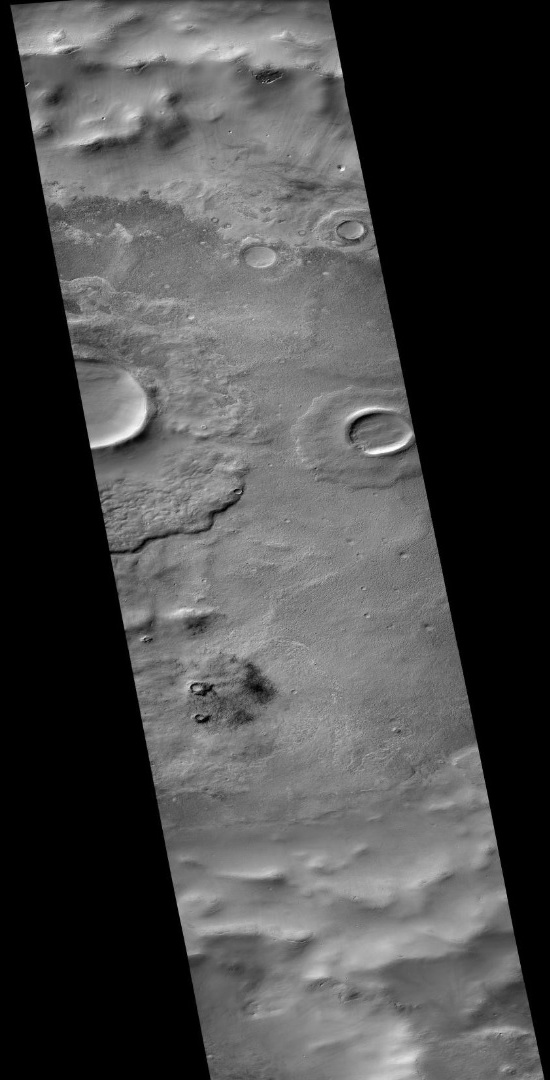
火星勘测轨道飞行器背景相机拍摄的季霍夫陨击坑。